# 河内町河内
河内町河内（かわちまちかわち）は熊本県熊本市西区の大字。郵便番号は861-5346。

## 地理
熊本市北西部に位置する。西部は有明海・島原湾に面している。北で河内町船津、北東で河内町野出、南東で松尾町平山、南で松尾町近津と隣接する。河内みかんの産地であり段々畑がみられる。

### 山岳
- 河内山

### 河川
- 河内川 - かつては地元で「はえ」と呼ばれる魚がよく釣れた。

### 主な小字
施設の名称等に残る。また、老人会などでは現在も使われている。
- 平（だいら）
- 葛山（つづらやま）
- 小森（こもり）
- 清田（せいだ）
- 中川内（なかがわち）
- 塩屋（しおや）
- 鰐洞（わんどう）

## 世帯数と人口
2022年（令和4年）2月1日現在の世帯数と人口は以下の通りである。
| 町丁       | 世帯数  | 人口    |
| ---------- | ------- | ------- |
| 河内町河内 | 512世帯 | 1,267人 |

## 小・中学校の学区
市立小・中学校に通う場合、学区は以下の通りとなる。
| 番地 | 小学校             | 中学校             |
| ---- | ------------------ | ------------------ |
| 全域 | 熊本市立河内小学校 | 熊本市立河内中学校 |

## 交通

### バス
産交バスが2系統ほど走っている。
（桜町BT - 芳野第一 - 河内温泉（新6）、桜町BT - 小島産交 - 玉名駅（西11））
- 中河内（中川内の誤表記） - 清田 - 葛山 - 平公民館前　など
- 宮坂 - 塩屋 - 鰐洞　など

### 道路
- 国道501号
- 熊本県道101号植木河内港線

## 施設
- 河内塩屋簡易郵便局
- 塩屋漁港
- 河内阿蘇神社